# متلازمة ويبرن مايسون
متلازمة ويبرن مايسون، والمعروفة أيضًا باسم متلازمة بونيت - ديشوم - بلانك، هي اضطراب خلقي نادر يتميز بتشوهات شريانية وريدية في الدماغ أو شبكية العين أو وحمات الوجه. المتلازمة لها عدد من الأعراض المحتملة ويمكن أن تؤثر في حالات نادرة على الجلد والعظام والكلى والعضلات والجهاز الهضمي. عندما تؤثر المتلازمة على الدماغ، يمكن أن يعاني المصاب من الصداع الشديد، والنوبات، والسكتة الدماغية الحادة، والسحائية، والعجز العصبي التدريجي بسبب نقص تروية الدم الحاد أو المزمن الناجم عن التحويلة الشريانية الوريدية.
تسبب المتلازمة تشوهات الأوعية الدموية شبكية الرأس في شبكية العين والتي في العادة يرافقها نزيف داخل الجمجمة وتؤدي إلى انخفاض حدة البصر، وجحوظ العينين، وعيوب الحدقة، وضمور العصب البصري، واحتقان الملتحمة البصلية، وعيوب المجال البصري. يمكن أن تكون آفات الشبكية أحادية الجانب وملتوية، وتبدأ الأعراض في الظهور في العقدين الثاني والثالث من العمر.
قد تظهر المتلازمة على شكل آفات جلدية أو جلد بملمس مختلف أو بنية مختلفة أو لون مختلف غالباً على الوجه، تختلف تغيرات ملامح الوجه بسبب المتلازمة من تغير لون البشرة بشكل طفيف لوحمات وأورام وعائية مكثفة في الجلد. وفي بعض الحالات قد يتأثر الجيب الجبهي والجيب الفكي العلوي.
تم الإبلاغ عن 52 حالة فقط لمرضى متلازمة ويبرن مايسون اعتباراً من عام 2012، الأعراض نادراً ما يتم ملاحظتها في الأطفال وغالباً يتم تشخيص المريض في أواخر مرحلة الطفولة أو بداية مرحلة البلوغ عندما تكون المشاكل البصرية ملاحظة، ويتم تشخيص المتلازمة باستخدام تصوير الأوعية بالفلوريسين.
لقد وجدت عدة طرق لعلاج مرضى متلازمة ويبرن مايسون ومع ذلك فإن العلاج الأمثل لم يوجد حتى الآن. المرضى الذين يعانون من الآفات داخل الجمجمة عُولجوا بالجراحة، وفي بعض الحالات كانت الجراحة ناجحة وهناك علاجات أخرى مثل العلاج بالصمام والعلاج الإشعاعي والمراقبة المستمرة.
مع البحوث المحدودة لمتلازمة ويبرن مايسون ركز الباحثون على النتائج السريرة والاشعاعية بلاً من طرق إدارة هذه المتلازمة النادرة وغير الوراثية.

## العلامات والأعراض
عادة لا يتم تشخيص متلازمة ويبرن مايسون حتى مرحلة الطفولة المتأخرة أو بعد ذلك، وعادة ما تظهر المتلازمة من خلال مزيج من سمات الجهاز العصبي المركزي (الدماغ المتوسط)، وسمات العيون (شبكية العين)، ومزايا الوجه، وتختلف درجة وضوح أعراض المتلازمة من الناحية السريرية والهيكلية، كما أن هناك أعراضًا شائعة تؤدي إلى التشخيص وهي الصداع، وآلام خلف حجاجي العين، والعمى النصفي. 

تظهر العين اليسرى جحوظ

. 

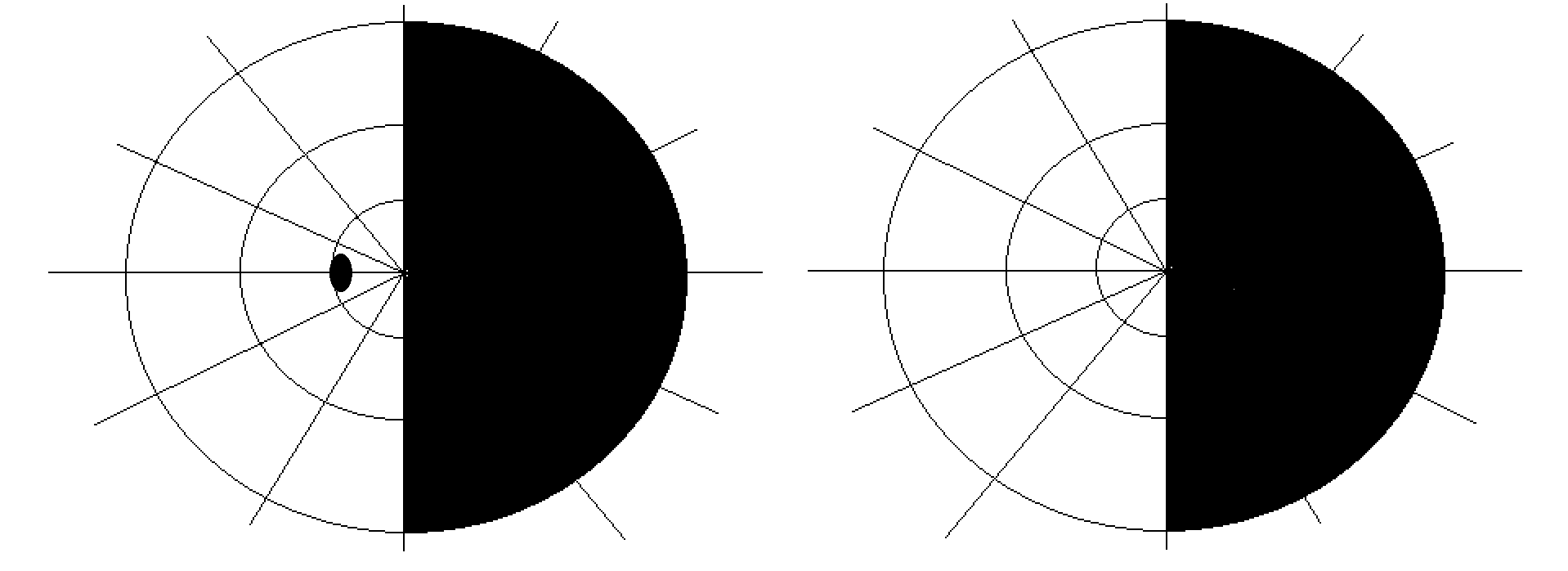
المجال البصري للعمى النصفي مماثل الجانب

تظهر السمات العينية لمتلازمة ويبرن مايسون على شكل تشوه شرياني وريدي شبكي (AVMs)، وهناك ثلاث فئات من التشوهات الشريانية الوريدية بناءً على شدتها. تتكون الفئة الأولى: من المرضى المصابين بآفات صغيرة عادة ما تكون بلا أعراض، أما الفئة الثانية: وهي أشد من الأولى، فهي عندما يفقد التشوه الشرياني الوريدي المريض الشعيرات الدموية المتصلة بين الشريان والوريد التي بدونها يمكن أن ينتج وذمة ونزيف وضعف بصري، وتشير الفئة الثالثة إلى التشوهات الشديدة لدرجة أن الأوعية المتوسعة لم تعد تميز بين الشريان والوريد، ويزداد خطر فقدان البصر لدى المريض بشكل ملحوظ. نظرًا لأن آفات الشبكية المصنفة تختلف من تشوهات الأوعية الدموية الكبيرة التي تؤثر على غالبية شبكية العين إلى التشوهات التي لا تكاد تُرى، كما يمكن أن تسبب الآفات مجموعة واسعة من الأعراض، بما في ذلك انخفاض حدة البصر، وجحوظ العينين، وعيوب الحدقة، وتنكس العصب البصري، وعيوب في المجال البصري
النوع الأكثر شيوعًا من ضعف المجال البصري بسبب التشوه الشرياني الوريدي هو العمى النصفي مماثل الجانب، والذي يكون عادةً أحادي الجانب
تعتمد أعراض الجهاز العصبي المركزي لمتلازمة ويبرن مايسون بشكل كبير على مواقع وأحجام التشوه الشرياني الوريدي الدماغي، والميزة الأكثر شيوعًا للجهاز العصبي المركزي هي ورم وعائي داخل الجمجمة في الدماغ المتوسط، ويمكن أن تؤدي التشوهات الدماغية إلى صداع حاد ونزيف دماغي وقيء وتهيج سحائي ونوبات صرع وسكتات دماغية حادة وعجز عصبي تدريجي بسبب نقص التروية الحاد أو المزمن الناجم عن التحويل الشرياني الوريدي.
تختلف ملامح الوجه لمتلازمة ويبرن مايسون من حالة إلى أخرى. فقد يظهر على الشخص الذي تبرز عليه علامات المتلازمة تغير لون الجلد بشكل باهت أو وحمات أو ورم وعائي في الجلد، كما يعاني بعض المرضى المصابين بهذا الاضطراب أيضاً من وجود تشوه شرياني وريدي عالي التدفق في منطقة الوجه والفك العلوي أو منطقة الفك السفلي. مؤشر وجهيّ آخر لهذا المرض هو التشوهات التي تصيب الجيوب الفكية الأمامية أو العلوية.

## الأسباب

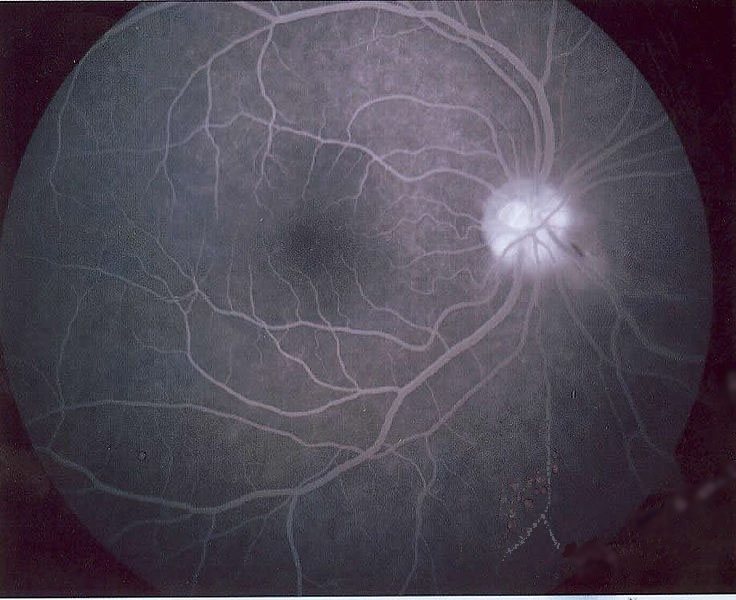
يمكن أن يكشف تصوير الأوعية بالفلوريسين عن التشوهات الشريانية الوريدية

تنتج متلازمة ويبرن مايسون بسبب التشوهات الشريانية الوريدية، والسبب الدقيق لهذا الاضطراب غير معروف، ولم يتم تحديد أي شذوذ وراثي محدد، إذ أن المتلازمة هي اضطراب خلقي يبدأ في التطور حول الأسبوع السابع من الحمل عندما لا تنمو خلايا اللحمة المتوسطة الشبكية بشكل صحيح، ويؤدي التطور غير الطبيعي لأنسجة الأوعية الدموية إلى حدوث تشوهات شريانية وريدية تؤثر على كل من الهياكل البصرية والدماغية.

## التشخيص
يحدث التشخيص بشكل شائع في وقت لاحق من مرحلة الطفولة وغالبًا ما يحدث بالصدفة في المرضى الذين لا تظهر عليهم أعراض مرضية أو كسبب للإعاقة البصرية، وكما تظهر الأعراض الأولى بشكل شائع أثناء فحوصات الرؤية الروتينية.
يمكن استخدام عدد من الفحوصات لتحديد امتداد المتلازمة وشدتها، ويعتبر تصوير الأوعية بالفلوريسين مفيدًا جدًا في تشخيص السمات الشبكية للمرض، كما أن استخدام التصوير بالموجات فوق الصوتية والتصوير البصري المقطعي التوافقي (OCT) مفيدان في تأكيد المرض.
كما تجدر الإشارة إلى أن فحوصات أعصاب العيون تكشف عن عيوب في حدقة العين مثل (حدقة ماركوس غان)، كما أن هناك فحوصات قاع العين التي تسمح باكتشاف التشوهات الشريانية الوريدية، ويمكن للفحص العصبي تحديد أوجه القصور العصبية مثل الشلل النصفي والتنمل، وتُستخدم فحوصات التصوير بالرنين المغناطيسي في تصوير الدماغ ويمكن أن تسمح برؤية العصب البصري وأي ضمور محتمل، كما يمكن استخدام التصوير بالرنين المغناطيسي، والتصوير المقطعي المحوسب، وتصوير الأوعية الدماغية للتحقق من مدى وموقع أي آفات وعائية تؤثر على الدماغ.

## العلاج
يعتبر علاج متلازمة ويبرن مايسون مثير للجدل بسبب عدم وجود توافق في الآراء بشأن الإجراءات العلاجية المختلفة لعلاج التشوهات الشريانية الوريدية، وقد تم إجراء أول علاج ناجح بواسطة جراح الاعصاب الدكتور ميخائيل مورغان، الذي جمع بين الاستئصال داخل الجمجمة وربط الشريان العيني وربط الشريان الانتقائي للشريان السباتي الخارجي، والجدير بالذكر أن المريض لم يكن يعاني من تشوهات في الأوعية الدموية في شبكية العين.
تتم مراقبة الآفات عن كثب لمعرفة التغيرات في الحجم، ويكون التشخيص أفضل عندما يكون طول الآفة أقل من 3 سم، إذ تحدث معظم المضاعفات عندما يكون حجم الآفة أكبر من 6 سم، وقد تم إجراء التدخل الجراحي للآفات داخل الجمجمة بنجاح، وتشمل العلاجات غير الجراحية الانصمام والعلاج الإشعاعي والمراقبة المستمرة.
من المهم عند متابعة العلاج مراعاة حجم التشوهات ومواقعها، والمشاكل العصبية إن وجدت. نظرًا لأن المتلازمة تعتبر اضطراباً خلقياً، فلا توجد خطوات وقائية متخذة بجانب المتابعة المنتظمة مع الطبيب لمراقبة الأعراض حتى يتم تجنب المضاعفات المستقبلية.

## علم الأوبئة
تم وصف المتلازمة لأول مرة في عام 1943 ويعتقد أنها مرتبطة بالورم الوعائي العنقودي في شبكية العين والتشوهات الشريانية الوريدية في لدماغ. وتجدر الإشارة إلى أن المتلازمة غير وراثية وتعتبر نوع من أنواع المتلازمة العُداسية ولكن نادرًا ما تصيب الجلد.